# Tetrastichus thoracicus
Tetrastichus thoracicus är en stekelart som beskrevs av Yang 1996. Tetrastichus thoracicus ingår i släktet Tetrastichus och familjen finglanssteklar. Inga underarter finns listade i Catalogue of Life.